# Хайд, Томас
Томас Хайд (англ. Thomas Hyde; 29 июня 1636, Шропшир — 18 февраля 1703, Оксфорд) — английский религиовед, переводчик, библиотекарь

 и педагог, которому приписывают введение термина дуализм в 1700 году.

## Биография
Томас Хайд родился в Биллингсли , недалеко от Бриджнорта в графстве Шропшир 29 июня 1636 года. Он унаследовал от своего отца, который был настоятелем прихода, склонность к лингвистическим исследованиям и получил у него первые уроки некоторых восточных языков. 
Затем Хайд учился в Итонском колледже, а на шестнадцатом году жизни поступил в Королевский колледж в Кембриджского университета. Там, под руководством Абрахама Уилока, профессора арабского языка, Хайд быстро освоил восточные языки так, что его пригласили в Лондон, чтобы помочь Брайану Уолтону в его издании Библии Полиглотта, где исправил арабский, персидский и сирийский тексты и, кроме того, переписал персидскими буквами персидский перевод Пятикнижия, напечатанный еврейским шрифтом в Константинополе в 1546 году. 
В 1658 году Хайд был избран лектором еврейского языка в Оксфордском университете, а в 1659 году, учитывая его эрудицию в восточных языках, он получил степень магистра искусств; позже читал также арабский язык. Он знал также китайский, турецкий, арабский, сирийский, еврейский и малайский языки. 
В 1659 году он был также назначен заместителем хранителя Бодлианской библиотеки, а в 1665 году — главным библиотекарем. В следующем году он был назначен пребендом в Солсбери, а в 1673 году — архидиаконрием Глостера, получив вскоре и степень доктора философии.
Хайд выполнял обязанности восточноевропейского переводчика при дворе при Карле II, Якове II и Вильгельме III. Он оставил свою работу в библиотеке в 1701 году, объяснив это тем, что «мои ноги ослабели из-за подагры, я устал от тяжелого труда и монотонной ежедневной работы...»
Томас Хайд умер 18 февраля 1703 года в Оксфорде.
Сочинения Хайда и теперь не утратили значения; он был одним из первых учёных, обративших внимание на сокровища древневосточной литературы. В своем главном труде: «Historia religion’s veteran Persarum» (1700) Хайд делает первую попытку исправить, на основании восточных источников, ошибки греческих и римских историков, описывавших религию древних персов. Незнакомство с древнеперсидским языком было причиной неудачи этой попытки; Хайд был введен в заблуждение показаниями магометанских писателей.